# Liste von Pornodarstellerinnen
Diese Liste von Pornodarstellerinnen enthält die Künstlernamen, Geburtsjahre, gebürtigen Namen, Nationalitäten und weitere berufliche oder künstlerische Tätigkeiten bekannter weiblicher Pornodarsteller. Der zweite Teil des Künstlernamens wird wie ein Familienname behandelt und entsprechend sortiert (zu Pornodarstellern siehe diese Liste).

## A
- Sunrise Adams (* 1982 als Cassie Dale Huggins), US-amerikanische Pornodarstellerin
- Tracey Adams (* 1959 als Deborah Blaisdell), US-amerikanische Pornodarstellerin
- Ava Addams (* 1979 als Alexia Roy), US-amerikanische Pornodarstellerin
- Kyōko Aizome (* 1958, jap. 愛染恭子, Aizome Kyōko), japanisches AV Idol, Pornodarstellerin und Schauspielerin
- Aja (* 1963 als Barbara Lynn Tanguay; † 2006), US-amerikanische Pornodarstellerin
- Misuzu Akimoto → Emi Kuroda
- Asa Akira (* 1986 als Asa Takigami), US-amerikanische Pornodarstellerin
- Anikka Albrite (* 1988 als Thrace Ardith Allen), US-amerikanische Pornodarstellerin
- Monique Alexander (* 1982 als Monique Alexandra Rock), US-amerikanische Pornodarstellerin und Aktmodel
- Raven Alexis (* 1987; † 2022), US-amerikanische Pornodarstellerin
- August Ames (* 1994 als Mercedes Grabowski; † 2017), kanadische Pornodarstellerin
- Alexis Amore (* 1978 als Fabiola Melgar García), Pornodarstellerin und Erotikmodel
- Capri Anderson (* 1988 als Christina Walsh), US-amerikanische Pornodarstellerin
- Juliet Anderson (* 1938 als Judith Cathleen Carr; † 2010), US-amerikanische Pornodarstellerin
- Nikki Anderson (* 1977 als Nikoletta Prusinszky), auch Nikki Andersson oder Nikky Andersson, ungarische Pornodarstellerin
- Raffaëla Anderson (* 1976 als Malika Amrane, auch bekannt als ‚Raffaela Rizzi‘), französische Filmschauspielerin, Autorin und ehemalige Pornodarstellerin
- Brittany Andrews (* 1973 als Michelle Carmel Barry), US-amerikanische Pornodarstellerin
- Jessie Andrews (* 1992 als Julie Helmcamp), US-amerikanische Pornodarstellerin
- Angel (* 1966 als Jennifer James; auch bekannt als ‚Brandee‘), ehemalige US-amerikanische Pornodarstellerin
- Christina Angel (* 1971 als Jill Christina Mardis), ehemalige US-amerikanische Pornodarstellerin
- Eve Angel (* 1983 als Eva Dobos; auch bekannt als ‚Eva Shine‘), ungarische Pornodarstellerin
- Joanna Angel (* 1980 als Joanna Margalir Mostov), US-amerikanische Pornodarstellerin und -produzentin
- Laura Angel (* 1974 als Lenka Gorgesová), tschechische Sängerin, Fotomodel und ehemalige Pornodarstellerin und -regisseurin
- Black Angelika (* 1987, auch Angelika Black, Black Angelica oder Angelina Black), rumänische Pornodarstellerin
- Eva Angelina (* 1985 als Nicole Frances Clyne; auch bekannt als ‚Angelina Del Mar‘), US-amerikanische Pornodarstellerin
- Brandy Aniston (* 1986 als Heather Noel Levinger), US-amerikanische Pornodarstellerin
- Nicole Aniston (* 1987 als Ashley Nicole Miller), US-amerikanische Pornodarstellerin
- Julia Ann (* 1969 als Julia Ann Tavella), US-amerikanische Tänzerin und Pornodarstellerin
- Lisa Ann (* 1972 als Lisa Anne Corpora), US-amerikanische Pornodarstellerin
- Sola Aoi (* 1983, jap. 蒼井 そら, Aoi Sora), japanisches AV Idol, Pornodarstellerin, Erotikmodel und Schauspielerin
- AJ Applegate (* 1989 als Danielle Corin), US-amerikanische Pornodarstellerin
- April → April Flowers
- Asami → Asami Sugiura
- Danni Ashe (* 1968), ehemalige US-amerikanische Erotikdarstellerin
- Brooke Ashley (* 1973 als Anne Marie Ballowe), ehemalige US-amerikanische Pornodarstellerin
- Kaitlyn Ashley (* 1971 als Kelly Hoffman), US-amerikanische Pornodarstellerin
- Rachel Ashley (* 1964), ehemalige Pornodarstellerin
- Julie Ashton (* 1968 als Julie Ellen Gauthier; auch Juli Ashton‘ oder ‚Julie Austin‘), US-amerikanische Pornodarstellerin
- Olivia Austin (* 1986), US-amerikanische Pornodarstellerin
- Veronica Avluv (* 1972 als Robin Carol Simpson), US-amerikanische Pornodarstellerin

## B
- Sonia Baby (* 1981), spanische Pornodarstellerin
- Jana Bach (* 1979 als Jana Bundfuss), deutsche Pornodarstellerin, Model und Moderatorin
- Bailey Jay (* 1988, eigentlich Bailey-Jay Granger bzw. Bryan Granger), US-amerikanische transsexuelle Pornodarstellerin
- Brooke Ballentyne (* 1982 als Crystal Yost), US-amerikanische Pornodarstellerin
- Briana Banks (* 1978 als Briana Bany; auch bekannt als ‚Mirage‘), deutsch-US-amerikanische Pornodarstellerin
- Nyomi Banxxx → Amanda Dee
- Céline Bara (* 1978 als Céline Ingrid Szumigay), französische Pornodarstellerin und -produzentin
- Penny Barber (* 1985), US-amerikanische Pornodarstellerin
- Kandi Barbour (* 1959 als Kandie Lou Dotson; † 2012), US-amerikanische Pornodarstellerin, Model und Stripperin im „Goldenen Porno-Zeitalter“
- Lanny Barby (* 1981), kanadische Pornodarstellerin und Model
- Vanna Bardot (* 1999), US-amerikanische Pornodarstellerin
- Rebecca Bardoux (* 1963 als Rebecca Paulson), US-amerikanische Pornodarstellerin
- Cathy Barry (* 1967 als Catherine Capes), britische Schauspielerin, Pornodarstellerin, Filmproduzentin und -regisseurin
- Michelle Bauer (* 1958 als Michelle Denise Medvitz), US-amerikanische B-Movie-Schauspielerin, ehemalige Pornodarstellerin und Bondage-Model
- Nicola Baxter → Nikki Randall
- Cameron Bay (* 1984), US-amerikanische Pornodarstellerin
- Vendula Bednářová (* 1983), tschechische Schauspielerin, Foto- und Erotikmodell
- Angelica Bella (* 1968; † 2021), überwiegend in Italien arbeitende Pornodarstellerin
- Cristina Bella (* 1981 als Krisztina Szegedi), ungarische Pornodarstellerin
- Belladonna (* 1981 als Michelle Sinclair; auch bekannt als ‚Bella‘ oder ‚Bella Donna‘), US-amerikanische Pornodarstellerin
- Lexi Belle (* 1987 als Jessica McComber; auch bekannt als ‚Nollie‘), US-amerikanische Pornodarstellerin irischer Herkunft
- Niki Belucci (* 1983 als Nikolett Pósán), ungarische House-DJ und ehemalige Pornodarstellerin
- Brea Bennett (* 1987), US-amerikanische Pornodarstellerin
- Jessica Bennett → Asia Carrera
- Breanne Benson (* 1984 als Benedetta Hamzai), albanische Pornodarstellerin
- Samantha Bentley (* 1987), britische ehemalige Pornodarstellerin, Model und Schauspielerin
- Nikki Benz (* 1981 als Alla Monchak), kanadisches Model ukrainischer Abstammung, Pornodarstellerin und Filmregisseurin
- Vivi Berens (* 1961), dänische ehemalige Pornodarstellerin und Erotikmodell
- Jazy Berlin (* 1986 als Jessica Elizabeth Gruber), US-amerikanische Pornodarstellerin und Schauspielerin
- Dru Berrymore (* 1969 als Nicole Tanja Hilbig), ehemalige deutsche Pornodarstellerin
- Carmella Bing (* 1981 als Sarah Marie Fabbriciano), US-amerikanische Pornodarstellerin
- Bionca (* 1967; auch bekannt als ‚Bionca Seven‘), US-amerikanische Pornodarstellerin, Produzentin und Regisseurin
- Audrey Bitoni (* 1986 als Audrey Arroyo), US-amerikanische Pornodarstellerin und Model
- Johnni Black (* 1968 als Laurie Golem), US-amerikanische Pornodarstellerin
- Tori Black (* 1988 als Michelle Chapman), US-amerikanische Pornodarstellerin
- Kitty Blair (* 1985 als Ina Groll), deutsche Pornodarstellerin
- Celia Blanco (* 1977 als Cecilia Gessa), spanische Schauspielerin und Autorin sowie ehemalige Pornodarstellerin
- Roxanne Blaze (* 1974 als Sarah Anne Bellomo), ehemalige US-amerikanische Pornodarstellerin
- Bunny Bleu (* 1964 als Kimberly Sue Warner), ehemalige US-amerikanische Pornodarstellerin
- Nikky Blond (* 1981 als Marianna Siman), ungarische Pornodarstellerin
- Alektra Blue (* 1983 als Sasha Clifford), US-amerikanische Pornodarstellerin
- Ashley Blue (* 1981 als Oriana Rene Small), US-amerikanische Pornodarstellerin
- Chelsea Blue (* 1976 als Sarah Myrtle Hostetler), US-amerikanische ehemalige Pornodarstellerin und Schauspielerin
- Skye Blue (* 1961), US-amerikanische ehemalige Pornodarstellerin und Regisseurin
- Vanessa Blue (* 1974 als Tanya Faulkner), afroamerikanische Pornodarstellerin, -regisseurin und -produzentin
- Violet Blue → Ada Mae Johnson
- Jewelz Blu (* 1994), deutsche Pornodarstellerin
- Rene Bond (* 1950; † 1996), US-amerikanische Pornodarstellerin
- Denise la Bouche (* 1981 als Denise Pflug), deutsche Pornodarstellerin
- Leslie Bovee (* 1949 als Leslie Wahner), US-amerikanische Pornodarstellerin
- Erica Boyer (* 1956 als Amanda Margaret Gantt; † 2009), US-amerikanische Pornodarstellerin
- Brandee → Angel
- Lauren Brice (* 1962 als Marquita Kay Ward; † 2015), US-amerikanische Pornodarstellerin
- Mandy Bright (* 1978 als Mónika Kóti), ungarische Pornodarstellerin
- Ashlynn Brooke (* 1985 als Ashley Stewart), US-amerikanische Pornodarstellerin
- Abbey Brooks (* 1983), US-amerikanische Pornodarstellerin
- Brigitta Bui (* 1982 als Brigitta Kocsis, ehemals ‚Brigitta Bulgari‘), ungarische Pornodarstellerin und Fotomodel
- Dolly Buster (* 1969 als Nora Dvořáková, jetzt verh. Nora Baumberger), ehemalige tschechisch-deutsche Pornodarstellerin, Produzentin, Regisseurin, Schauspielerin, Autorin und Malerin
- Jasmine Byrne (* 1985 als Mary Beth Sanchez), US-amerikanische Pornodarstellerin und Model

## C
- Mia Callista → Mia Khalifa
- Kaylynn Calloway → Kaylynn
- Bettina Campbell (* 1974 als Elizabeth Jongkind), niederländische Pornodarstellerin
- Erica Campbell (* 1981), US-amerikanisches Nacktmodel
- Monika Cancellieri → Monique Covet
- Christy Canyon (* 1966 als Melissa Bardizbanian), US-amerikanische Pornodarstellerin
- Jesse Capelli (* 1979 als Jennifer Leone), kanadisches Fotomodel und Pornodarstellerin
- Little Caprice (* 1988 als Markéta Štroblová), tschechische Pornodarstellerin und Erotikmodel
- Lilli Carati (* 1956 als Ileana Caravati; † 2014), italienische Filmschauspielerin und zeitweilige Pornodarstellerin
- Rita Cardinale (* 1975), ungarische Pornodarstellerin
- Mary Carey (* 1980 als Mary Ellen Cook), amerikanisches Model, Pornodarstellerin und Politikerin
- Asia Carrera (* 1973 als Jessica Andrea Steinhauser; auch bekannt als ‚Jessica Bennett‘), US-amerikanische Pornodarstellerin
- Gabbie Carter (* 2000), US-amerikanische Pornodarstellerin
- Lily Carter (* 1988 als Nicole Wood), US-amerikanische Pornodarstellerin
- Julie Cash (* 1989 als Cheyenne Snow), US-amerikanische Pornodarstellerin
- Tabatha Cash (* 1973 als Céline Barbe), französische ehemalige Pornodarstellerin
- Cassidey (* 1980 als Bobbie Jean Deaguero), US-amerikanische Pornodarstellerin und Fotomodel
- Lucy Cat (* 1994 als Lucia Katharina Berger), deutsche Pornodarstellerin und Webvideoproduzentin
- Angelina Castro (* 1982 als Francys Delia Valdes), kubanisch-US-amerikanische Pornodarstellerin
- Celeste (* 1972 als Jennifer Lynda Acton), US-amerikanische ehemalige Pornodarstellerin
- Kim Chambers (* 1974 als Kimberly Schafer), US-amerikanische Pornodarstellerin
- Marilyn Chambers (* 1952 als Marilyn Ann Briggs; † 2009), US-amerikanische Pornodarstellerin
- Julia Chanel (* 1973 als Julia Pinel; auch bekannt als ‚Julia Channel‘ oder ‚Lydia Chanel‘), französische Sängerin und ehemalige Pornodarstellerin
- Nikki Charm (* 1966 als Shannon Louise Eaves), US-amerikanische ehemalige Pornodarstellerin
- Lou Charmelle (* 1983 als Sofia Querry), ehemalige französische Pornodarstellerin mit tunesischen Wurzeln
- Charley Chase (* 1987, auch ‚Charlie Chase‘), US-amerikanische Pornodarstellerin
- Allysin Chaynes (* 1979 als Andrea Kovacs), rumänische Pornodarstellerin
- Adriana Chechik (* 1991 als Dezarae Kristina Charles), US-amerikanische Pornodarstellerin
- Ruby Cheeks → Ruby
- Tina Cheri (* 1973 als Kristina R. Conatser), US-amerikanische Pornodarstellerin
- Chloe (* 1971 als Chloe Hoffman; auch ‚Chloe Nichole‘), US-amerikanische Pornodarstellerin, Regisseurin und Produzentin
- Annabel Chong (* 1972 als Grace Quek), ehemalige Pornodarstellerin
- Cicciolina → Ilona Staller
- Clara G. (* 1979 als Clara Valeria Gherghel), rumänische Pornodarstellerin, -regisseurin und -produzentin
- Tiffany Clark (* 1961), US-amerikanische ehemalige Pornodarstellerin
- Jayden Cole (* 1985 als Meghan Ashley Gorton), US-amerikanische Pornodarstellerin und Schauspielerin
- Kyla Cole (* 1978 als Martina Jacová), slowakisches Modell, Modedesignerin und Pornodarstellerin
- Careena Collins (* 1967 als Sandee Laureen Johnson), US-amerikanische ehemalige Pornodarstellerin und Regisseurin
- Ryan Conner (* 1971 als Deborah Hinkle), US-amerikanische Pornodarstellerin
- Coralie (* 1976 als Coralie Trinh Thi), französische Schriftstellerin, Regisseurin und ehemalige Pornodarstellerin vietnamesischer Herkunft
- Cosey Fanni Tutti (* 1951 als Christine Carol Newby), Künstlerin und Musikerin
- Mélanie Coste (* 1976 als Delphine Anne Liliane Dequin), ehemalige französische Pornodarstellerin
- Angelica Costello (* 1978 als Crystal Craft; auch bekannt als ‚Venus‘), US-amerikanische Pornodarstellerin
- Desiree Cousteau (* 1956 als Deborah Clearbranch), ehemalige US-amerikanische Pornodarstellerin
- Jana Cova (* 1980 als Jana Oujeská), tschechische Pornodarstellerin und Fotomodel
- Monique Covet (* 1976 als Monika Visi; zunächst bekannt als ‚Monika Cancellieri‘), ungarische Pornodarstellerin
- Carla Cox (* 1984 als Zuzana Sršnová), tschechische Pornodarstellerin
- Lara Cox → Lara Roxx
- Sindee Coxx (* 1970 als Brenda Grislaw), US-amerikanische Pornodarstellerin
- Crave → Jaimee Foxworth
- Cindy Crawford (* 1980 als Cindy Lynett Crawford), US-amerikanische Pornodarstellerin
- Lisa Crawford (* 1975 als Isabelle Pupin), französische Pornodarstellerin, Sängerin und Mannequin
- Misha Cross (* 1989), polnische Pornodarstellerin
- Carter Cruise (* 1991), US-amerikanische Pornodarstellerin indianischer und walisischer Herkunft
- Cassandra Cruz (* 1982 als Vanessa Cabanillas), US-amerikanische Pornodarstellerin und Schauspielerin
- Catalina Cruz (* 1979), US-amerikanische Pornodarstellerin mit deutschen und slowenischen Wurzeln
- Alexis Crystal (* 1993), tschechische Pornodarstellerin
- Courtney Cummz (* 1981 als Christine Carpenter), US-amerikanische Pornodarstellerin und -regisseurin
- Caylian Curtis (* 1981 als Kateřina Staňková), tschechische Pornodarstellerin
- Wanda Curtis (* 1975 als Hajnalka Katalin Kovacs), ungarische Pornodarstellerin
- Cytherea (* 1981 als Cassieardolla Elaine Story), US-amerikanische Pornodarstellerin

## D
- Ava Dalush (* 1989), britische Pornodarstellerin
- Claire Dames (* 1981 als Tasia Nicole Turner), US-amerikanische Pornodarstellerin
- Ice D’Angelo → Ice LaFox
- Abella Danger (* 1995), US-amerikanische Pornodarstellerin ukrainischer Herkunft
- Dani Daniels (* 1989), US-amerikanische Pornodarstellerin
- Stormy Daniels (* 1979 als Stephanie Clifford), US-amerikanische Pornodarstellerin
- Barbara Dare (* 1963 als Stacey Mitnick), US-amerikanische Pornodarstellerin
- Candice Dare (* 1990), US-amerikanische Pornodarstellerin
- Angel Dark (* 1982 als Viktoria Knezová), slowakische Pornodarstellerin und Aktmodel
- Anita Dark (* 1975 als Anita Melnicoff), ungarische Pornodarstellerin und Nackt-Modell
- Anie Darling (* 1998), tschechische Pornodarstellerin
- Anna Darling (* 2000), US-amerikanische Pornodarstellerin
- Jane Darling (* 1980 als Jana Uhrová), tschechische ehemalige Pornodarstellerin und Schauspielerin
- Racquel Darrian (* 1968 als Kelly Jackson), US-amerikanisches Fotomodel und Pornodarstellerin
- Sienna Day (* 1991), britische Pornodarstellerin
- Dana DeArmond (* 1979 als Dana Michelle De Armond), US-amerikanische Pornodarstellerin
- Jade Delaroche → Jade Laroche
- Lisa De Leeuw (* 1958 als Lisa Trego), US-amerikanische Pornodarstellerin
- Lea De Mae (* 1976 als Andrea Absolonová; † 2004), tschechische Pornodarstellerin, Fotomodel und Turmspringerin
- Salma de Nora (* 1979), spanische Pornodarstellerin
- Amanda Dee (* 1972; auch bekannt als ‚Nyomi Banxxx‘), US-amerikanische Pornodarstellerin, Schauspielerin und Filmproduzentin
- Sophie Dee (* 1984 als Kirsty Hill), britische Pornodarstellerin, Model und Schauspielerin
- Olivia Del Rio (* 1969 als Olivia Neves de Oliveira), brasilianische Pornodarstellerin
- Liza Del Sierra (* 1985 als Émilie Delaunay), französische Pornodarstellerin
- Belle Delphine (* 1999 als Mary-Belle Kirschner), britisches E-Girl, Instagram-Model, Pornodarstellerin und Webvideoproduzentin
- Nikita Denise (* 1976 als Denisa Balážová), tschechische Pornodarstellerin
- Jewel De’Nyle (* 1976 als Stephany Schwarz), US-amerikanische Pornodarstellerin, Regisseurin, Produzentin und Stripperin
- Cherie DeVille (* 1978), US-amerikanische Physiotherapeutin und Pornodarstellerin
- Roxy DeVille (* 1982 als Katie Lynn Avola), US-amerikanische Pornodarstellerin
- Raquel Devine (* 1967 als Cheri Lacey), US-amerikanische Pornodarstellerin und Radiomoderatorin
- Devon (* 1977 als Kristie Marie Lisa; auch bekannt als ‚Devin Striker‘), US-amerikanische Pornodarstellerin
- Anneka Di Lorenzo (* 1952; † 2011), US-amerikanische Pornodarstellerin (Caligula, Messalina)
- Nikki Dial (* 1973 als Nicole Grenier), US-amerikanische ehemalige Pornodarstellerin
- Aleska Diamond (* 1988 als Emese Sáfrány), ungarische Pornodarstellerin
- Debi Diamond (* 1965 als Deborah Lester), US-amerikanisches Fotomodel und Pornodarstellerin
- Mya Diamond (* 1981 als Júlia Koroknai), ungarische Pornodarstellerin
- Skin Diamond (* 1987 als Raylin Joy Christensen), US-amerikanische Pornodarstellerin und Aktmodell
- Sue Diamond → Diana Doll
- Uschi Digard (* 1948 als Ursula Bernell), schwedische Schauspielerin, Erotik-Darstellerin und Fotomodel
- Dilara (* 1980 als Sibel Kekilli), deutsche Filmschauspielerin und ehemalige Pornodarstellerin
- Jami Dion → Dahlia Grey
- Barbara Doll (* 1972), französische Pornodarstellerin
- Diana Doll (* 1976 als Silvia Brezinová; zunächst bekannt als ‚Sue Diamond‘), slowakische Pornodarstellerin und Model
- Tiffany Doll (* 1986), französische Pornodarstellerin
- Stacey Donovan (* 1964 als Kelly Howell), US-amerikanische ehemalige Pornodarstellerin und Model
- Ashley Downs (* 1986), britische Pornodarstellerin
- Draghixa → Draghixa Laurent
- Jessica Drake (* 1974 als Angela Patrice Heaslet), US-amerikanische Pornodarstellerin
- Helen Duval (* 1965 als Bernadette Hessink-Friebel), niederländische Pornodarstellerin
- Lacey Duvalle (* 1982), US-amerikanische Pornodarstellerin

## E
- Flower Edwards (* 1974 als Miyoko Angela Fujimori, auch bekannt als ‚Flower‘), US-amerikanische ehemalige Pornodarstellerin und Schauspielerin
- Zsanett Égerházi (* 1976, auch bekannt als ‚Sandy‘), ungarische Pornodarstellerin und Nacktmodell
- Alana Evans (* 1976 als Dawn Marie Thompson), US-amerikanische Pornodarstellerin
- Sophie Evans (* 1976 als Zsófia Szabó), ungarische Stripperin und Pornodarstellerin

## F
- Autumn Falls (* 2000), US-amerikanische Pornodarstellerin
- Rita Faltoyano (* 1978 als Rita Gács), ungarische Pornodarstellerin
- Alexis Fawx (* 1975), US-amerikanische Pornodarstellerin
- Felecia (* 1972 als Tanya Munoz), US-amerikanische Pornodarstellerin, Nacktmodel und Stripteasetänzerin
- Claudia Ferrari (* 1977 als Krisztina Fazekas), ungarische Pornodarstellerin
- Lolo Ferrari (* 1963 als Ève Valois; † 2000), französische Pornodarstellerin und Sängerin
- Ariella Ferrera (* 1979 als Maria Restrepo), US-amerikanisches Pornodarstellerin und Fotomodell
- Jeanna Fine (* 1964 als Jennifer Payson), Pornodarstellerin und Stripperin
- Jada Fire (* 1976 als Tenisha Roberta Myles), afroamerikanische Pornodarstellerin
- Karen Fisher (* 1976 als Cassandra Falsetti), US-amerikanische Pornodarstellerin
- Penny Flame (* 1983 als Jennifer Ketchum), US-amerikanische Pornodarstellerin und Fotomodel
- Flower → Flower Edwards
- April Flowers (* 1978; auch bekannt als ‚April‘ oder ‚April Summers‘), ehemalige US-amerikanische Pornodarstellerin
- Erica Fontes (* 1991), portugiesische Pornodarstellerin
- Gail Force (* 1966 als Heidi Lynn Beeson), US-amerikanische ehemalige Pornodarstellerin und Regisseurin
- Jasmine Forever → Jasmine la Rouge
- Marie Forså (* 1956), ehemalige schwedische Schauspielerin
- Aidra Fox (* 1995), US-amerikanische Pornodarstellerin
- Felicia Fox (* 1974 als Elizabeth A. Wentz), US-amerikanische Pornodarstellerin
- Gabriella Fox (* 1989 als Karlee Glickman), US-amerikanische Pornodarstellerin und Model
- Samantha Fox (* 1951 als Stasia Therese Angela Micula; † 2020), US-amerikanische ehemalige Pornodarstellerin
- Jaimee Foxworth (* 1979), US-amerikanische Schauspielerin und zeitweilige Pornodarstellerin (als ‚Crave‘)
- Reagan Foxx (* 1970), US-amerikanische Pornodarstellerin
- Tara Lynn Foxx (* 1990), US-amerikanische ehemalige Pornodarstellerin
- Carol Frazier → Nikki Randall
- Louise Frevert (* 1953), dänische Politikerin und ehemalige Pornodarstellerin
- Linda Friday (* 1971 als Elizen Fawn Geary), US-amerikanische Pornodarstellerin
- Kate Frost (* 1980), US-amerikanische Pornodarstellerin
- Lupe Fuentes (* 1987 als Zuleidy Piedrahita), kolumbianische Pornodarstellerin

## G
- Clara G. (* 1979 als Clara Gherghel), rumänische Pornodarstellerin
- Celine Gallone, franz. Pornodarstellerin
- Gauge (* 1980 als Elizabeth R. Deans), US-amerikanische Ex-Pornodarstellerin und Ex-Stripperin
- Roberta Gemma (* 1980 als Floriana Panella; früher bekannt als ‚Roberta Missoni‘), italienische Nackt- und Pornodarstellerin
- Ashlyn Gere (* 1959 als Kimberly Ashlyn McKamy), US-amerikanische Schauspielerin, Pornodarstellerin und Stripperin
- Aria Giovanni (* 1977 als Cindy Renee Volk), US-amerikanische Pornodarstellerin und Model
- Victoria Givens (* 1970 als Victoria Elaine Smith), US-amerikanische Pornodarstellerin
- Gracie Glam (* 1990 als Kelly J. Beekman), US-amerikanische Pornodarstellerin
- Katie Gold (* 1978 als Johanna Bennett Luvaul), US-amerikanische Pornodarstellerin
- Dolly Golden (* 1973 als Samya Bouzitoune), französische ehemalige Pornodarstellerin
- Isabel Golden (* 1963 als Annette Isabel Goldberg), deutsche Pornodarstellerin
- Leah Gotti (* 1997 als Raegan Brogdon), US-amerikanische Pornodarstellerin
- Shauna Grant (* 1963 als Colleen Marie Applegate; † 1984), US-amerikanische Pornodarstellerin
- Dahlia Grey (* 1972, auch bekannt als ‚Jami Dion‘), US-amerikanisches Fotomodell und Pornodarstellerin
- Karlee Grey (* 1994 als Gabriella Therese Cianci), US-amerikanische Pornodarstellerin
- Keisha Grey (* 1994 als Kelsey Caproon), US-amerikanische Pornodarstellerin
- Sasha Grey (* 1988 als Marina Ann Hantzis), US-amerikanische Pornodarstellerin
- Nina Gunke (* 1955 als Anna Katarina Gunke), schwedische Schauspielerin und ehemalige Pornodarstellerin

## H
- Anastasia Hagen (* 1985 als Anastassija Pawliwna Hryschaj; auch bekannt als ‚Wiska‘), ehemaliges ukrainisches Model und Pornodarstellerin
- Roxanne Hall (* 1976 als Angela McCloud), britische Pornodarstellerin und Schauspielerin
- Darryl Hanah (* 1972), US-amerikanische Pornodarstellerin
- Tanya Hansen (* 1973), norwegische Pornodarstellerin
- Olinka Hardiman (* 1960 als Olga Richter), französische Pornodarstellerin
- Harmony → Harmony Rose
- Dillion Harper (* 1991), US-amerikanische Pornodarstellerin und Nacktmodell
- Hannah Harper (* 1982 als Samantha Hudson), britische Schauspielerin, Pornodarstellerin, -regisseurin, -produzentin und Model
- Carmen Hart (* 1984 als Aja Terren Locklear), US-amerikanische ehemalige Pornodarstellerin
- Presley Hart (* 1988), US-amerikanische Pornodarstellerin
- Veronica Hart (* 1956 als Jane Esther Hamilton), US-amerikanische Pornodarstellerin, Schauspielerin, Produzentin, Regisseurin und Drehbuchschreiberin
- Nina Hartley (* 1959 als Marie Louise Hartman), US-amerikanische Pornodarstellerin
- Annette Haven (* 1954 als Annette Robinson), US-amerikanische Pornodarstellerin, Filmschauspielerin und Feministin
- Brooke Haven (* 1979 als Serena Maria Maffucci), US-amerikanische Pornodarstellerin
- Taylor Hayes (* 1975 als Tara Ellyn Smith), US-amerikanische Pornodarstellerin
- Allie Haze (* 1987 als Brittany Sturtevant), US-amerikanische Pornodarstellerin
- Jenna Haze (* 1982 als Jennifer Corrales), US-amerikanische Regisseurin und ehemalige Pornodarstellerin
- Lacie Heart (* 1986 als Brittany Rosenthal), US-amerikanische Pornodarstellerin, Schauspielerin und Model
- Cathy Heaven (* 1980 als Evelin Magdolna Garamvolgyi), ungarische Pornodarstellerin
- Salma Heidegg → Salma de Nora
- Holly Hendrix (* 1997), US-amerikanische Pornodarstellerin
- Annina Hill → Annina Ucatis
- Melissa Hill (* 1970 als Lorrie Kizama), Pornodarstellerin
- Hanna Hilton (* 1984 als Erica Hunter), US-amerikanische ehemalige Pornodarstellerin und Model
- Rinako Hirasawa (* 1983), japanische Pornodarstellerin und Schauspielerin
- Hitomi → Hitomi Tanaka
- Deidre Holland (* 1966 als Martine Helene Smit), niederländische ehemalige Pornodarstellerin, Mitglied der AVN Hall of Fame
- Audrey Hollander (* 1979 als Lindsay Gene Abston Brush), US-amerikanische Pornodarstellerin
- Zoey Holloway (* 1966 als Tina Marie Thurston), US-amerikanische Pornodarstellerin und Autorin
- Ash Hollywood (* 1989 als Ashley Theis), US-amerikanische Pornodarstellerin und Filmschauspielerin
- Hope → Justine Joli
- Hot-Lydia (* 1976), deutsche Moderatorin und Pornodarstellerin (ehemals ‚Lydia Pirelli‘)
- Houston (* 1969 als Kimberly Halsey), US-amerikanische ehemalige Pornodarstellerin
- Heather Hunter (* 1969 als Heather Keisha Hunter), afroamerikanische Pornodarstellerin, Tänzerin und Sängerin
- Nicki Hunter (* 1979 als Nichole Marie Dyben), US-amerikanische Pornodarstellerin

## I
- India (* 1977 als Shamika Brown), US-amerikanische Tänzerin, Sängerin und Pornodarstellerin
- Kylie Ireland (* 1970 als Kerri Lynn Evans), US-amerikanische Pornodarstellerin
- Madison Ivy (* 1989 als Clorisa Briggs), deutsch-amerikanische Pornodarstellerin

## J
- Janet Jacme (* 1967 als Inetha Elaine Brown), US-amerikanische ehemalige Pornodarstellerin
- Katrina Jade (* 1991), US-amerikanische Pornodarstellerin
- Jasmine Jae (* 1981), britische Pornodarstellerin
- Joslyn James (* 1977 als Veronica Theresa Siwik), US-amerikanische Pornodarstellerin und Schauspielerin
- Jenna Jameson (* 1974 als Jenna Marie Massoli), US-amerikanische ehemalige Pornodarstellerin, Pornoproduzentin und Geschäftsfrau
- Jesse Jane (* 1980 als Cindy Taylor; † 2024), US-amerikanisches Model und Pornodarstellerin
- Noname Jane → Ada Mae Johnson
- Jillian Janson (* 1995), US-amerikanische Pornodarstellerin
- Sara Jay (* 1977 als Sara Jay Taylor), US-amerikanische Pornodarstellerin und -regisseurin
- Jayden Jaymes (* 1986 als Michele Lee Mayo; auch in der Variante ‚Jayden James‘), US-amerikanische Pornodarstellerin und Model
- Jessica Jaymes (* 1979; † 2019 als Jessica Redding), US-amerikanisches Model, Pornodarstellerin und Schauspielerin
- Elsa Jean (* 1996), US-amerikanische Pornodarstellerin
- Shyla Jennings (* 1989 als Brenda Reshell Kibler), deutsche Pornodarstellerin
- Sindee Jennings (* 1986 als Alexandra Wallace), US-amerikanische Pornodarstellerin
- Jelena Jensen (* 1981), US-amerikanische Pornodarstellerin
- Peta Jensen, auch bekannt als Scarlett Reid (* 1990), US-amerikanische Pornodarstellerin
- Alura Jenson (* 1977), US-amerikanische Pornodarstellerin
- Jenteal (* 1976 als Reanna Lynn Rossi; † 2020), US-amerikanische ehemalige Pornodarstellerin
- Marilyn Jess (* 1959 als Dominique Troyes), französische ehemalige Pornodarstellerin
- Ruby Jewel → Ruby
- Roxy Jezel (* 1982 als Soolin Tanachaisugit), britische Pornodarstellerin
- Ada Mae Johnson (* 1977 als Ada Woffinden; zunächst bekannt als ‚Violet Blue‘, dann ‚Violetta Blue‘, jetzt ‚Noname Jane‘), US-amerikanische Pornodarstellerin
- Justine Joli (* 1980 als Seana Hawkins; auch bekannt als ‚Swan‘, ‚Hope‘), US-amerikanische Pornodarstellerin
- Jenaveve Jolie (* 1984 als Olivia Gonzalez Aguilar), US-amerikanisch-mexikanisches Nacktmodel und Pornodarstellerin
- Ariana Jollee (* 1982 als Laura Jennifer David), US-amerikanische Pornodarstellerin
- Chloe Jones (* 1975 als Melinda Dee Taylor; † 2005), US-amerikanische Pornodarstellerin
- Alex Jordan (* 1963 als Karen Elizabeth Mereness; † 1995), US-amerikanische Pornodarstellerin
- Kacey Jordan (* 1988 als Courtney Roskop), US-amerikanische Pornodarstellerin
- Shay Jordan (* 1985), US-amerikanische Pornodarstellerin

## K
- Teanna Kai (* 1971 oder 1978), US-amerikanische Pornodarstellerin und Schauspielerin asiatischer Abstammung
- Candye Kane (* 1961 als Candace Hogan; † 2016), US-amerikanische Blues-Sängerin und ehemalige Plus-Size-Pornodarstellerin
- Kimberly Kane (* 1983 als Jamielynn Cowart), US-amerikanische Pornodarstellerin und -regisseurin
- Sharon Kane (* 1956 als Sharon Louise Cain), US-amerikanische ehemalige Pornodarstellerin und Regisseurin
- Anksa Kara (* 1985), französische Pornodarstellerin kamerunischer Herkunft
- Uschi Karnat (* 1952; Pseudonym ‚Sandra Nova‘), deutsche Schauspielerin und Pornodarstellerin
- Kagney Linn Karter (* 1987 als Kagney Linn Necessary; † 2024), US-amerikanische Pornodarstellerin
- Katja Kassin (* 1979), deutsche Erotik- und Pornodarstellerin
- Anissa Kate (* 1987), französische Pornodarstellerin mit arabischen Wurzeln
- Katsuni (* 1979 als Céline Joëlle Tran; früher auch ‚Katsumi‘), französische Pornodarstellerin
- Kaylynn (* 1977; auch bekannt als ‚Kaylynn Calloway‘), US-amerikanische Pornodarstellerin
- Nina Kayy (* 1989), US-amerikanische Pornodarstellerin serbischer Abstammung
- Katja Kean (* 1968 als Sussi La Cour Jakobsen), dänische Pornodarstellerin
- Keisha (* 1966 als Melissa Christian), US-amerikanische Pornodarstellerin und Stripperin
- Sibel Kekilli (* 1980), deutsche Schauspielerin und ehemalige Pornodarstellerin
- Kelle Marie (* 1980 als Kelle Marie Farmar), britisches Fotomodell und Pornodarstellerin
- Jill Kelly (* 1971 als Adrianne Moore), US-amerikanische Schauspielerin, Pornodarstellerin, -regisseurin und -produzentin
- Kira Kener (* 1974 als Stephanie Knain), US-amerikanische Stripperin, Fotomodel und Pornodarstellerin
- Kinzie Kenner (* 1984), US-amerikanische Pornodarstellerin
- Bridgette Kerkove (* 1977 als Patricia Lynn Felkel), US-amerikanische Pornodarstellerin
- Anetta Keys (* 1983 als Aneta Šmrhová; auch in der Variante ‚Aneta Keys‘), tschechische Pornodarstellerin und Erotikmodel
- Mia Khalifa (* 1993 als Mia Chamoun; auch bekannt als ‚Mia Callista‘), US-amerikanische Pornodarstellerin libanesischer Herkunft
- Alisha Klass (* 1972 als Alicia Lynn Pieri), US-amerikanische Pornodarstellerin
- Delilah Vaniity Kotero → Vaniity
- Hikaru Koto (* 1985), japanische ehemalige Pornodarstellerin, Model und Sängerin
- Kayden Kross (* 1985 als Kimberly Nicole Rathkamp; anfangs bekannt als ‚Jenna Nikol‘), US-amerikanisches Model und Pornodarstellerin
- Riri Kuribayashi (* 1987; auch bekannt als Lily Kuribayashi), japanische Pornodarstellerin und Schauspielerin
- Emi Kuroda (* 1978; auch bekannt als Misuzu Akimoto), japanische Pornodarstellerin und Schauspielerin
- Kyra → Kyra Shade

## L
- Lily LaBeau (* 1991 als Lacy Donovan), US-amerikanische Pornodarstellerin
- Remy LaCroix (* 1988 als Ashley Brianna Cronan), US-amerikanische Pornodarstellerin
- Lætitia (* 1964 als Marie-Chantal Delacoudre), französische Pornodarstellerin und -regisseurin, Entdeckerin vieler Talente
- Yasmine Lafitte (* 1973 als Hafida El Khabchi; auch nur ‚Yasmine‘), franko-marokkanische Pornodarstellerin
- Ice LaFox (* 1983 als Vanessa Ordonez; zunächst bekannt als ‚Ice D’Angelo‘), US-amerikanische Pornodarstellerin
- Brigitte Lahaie (* 1955 als Brigitte Lucille Jeanine Van Meerhaeghe), französische Schauspielerin und Schriftstellerin
- Chasey Lain (* 1971 als Tiffany Anne Jones), US-amerikanische Pornodarstellerin
- Charlie Laine (* 1984 als Tiffanie Gard), US-amerikanische Pornodarstellerin, Schauspielerin und Model
- Gina LaMarca (* 1969), US-amerikanisches Fotomodel und Pornodarstellerin
- Lolita Lamorehand → Aiden Starr
- Louisa Lamour (* 1986), schweizerische Erotik- und Pornodarstellerin
- Karen Lancaume (* 1973 als Karine Bach; † 2005), französische Schauspielerin
- Devinn Lane (* 1972 als Cherilyn Tracell McCarver), Fotomodel, Pornodarstellerin, -regisseurin und -produzentin
- Sunny Lane (* 1980 als Holly Hodges), US-amerikanische Pornodarstellerin
- Tory Lane (* 1982 als Lisa Nicole Piasecki), US-amerikanische Pornodarstellerin und Stripperin
- Jade Laroche (* 1989; auch ‚Jade Delaroche‘), französische DJ und ehemalige Stripperin und Pornodarstellerin
- Dyanna Lauren (* 1965 als Dianne Brown), US-amerikanische Pornodarstellerin
- Melissa Lauren (* 1984 als Barbara Masvaleix), französische Pornodarstellerin und -regisseurin
- Draghixa Laurent (* 1973 als Dragica Jovanović), ehemalige französische Pornodarstellerin
- Shayla LaVeaux (* 1969 als Dana Casey), US-amerikanische Pornodarstellerin und -produzentin
- Victoria Lawson (* 1985), US-amerikanische Pornodarstellerin
- Francesca Lé (* 1970 als Erika Sherwood), US-amerikanische Pornodarstellerin
- Brooklyn Lee (* 1989 als Nina Ramos), US-amerikanische ehemalige Pornodarstellerin
- Devon Lee (* 1975 als Brandy Michelle Rawlins), US-amerikanische Pornodarstellerin
- Hyapatia Lee (* 1960 als Vickie Lynch), US-amerikanische Tänzerin und Pornodarstellerin
- Lorelei Lee (* 1981), US-amerikanische Pornodarstellerin
- McKenzie Lee (* 1979 als Paula McQuone), britische Pornodarstellerin
- Yasmin Lee (* 1984 als Yasmin Kosal Sim), US-amerikanische Schauspielerin, Model und ehemalige Pornodarstellerin
- Kaylani Lei (* 1980 als Susan Ashley Spalding), US-amerikanische Stripperin und Pornodarstellerin
- Lolita LeMarchand → Aiden Starr
- Dorothy LeMay (* 1954), US-amerikanische ehemalige Pornodarstellerin
- Lynn LeMay (* 1961), US-amerikanische ehemalige Pornodarstellerin und Regisseurin
- Shawna Lenee (* 1987 als Shawna Lee Scott), US-amerikanische Pornodarstellerin
- Gloria Leonard (* 1940 als Gale Sandra Klinetsky; † 2014), US-amerikanische Pornodarstellerin
- Sunny Leone (* 1981 als Karenjit Kaur Vohra), indisch-kanadisches Model, Schauspielerin und ehemalige Pornodarstellerin
- Aylar Lie (* 1984 als Aylar Dianita Lie), norwegisches Model, Schauspielerin und Sängerin sowie ehemalige Pornodarstellerin iranischer Herkunft
- Mai Lin (* 1953), ehemalige US-amerikanische Pornodarstellerin
- Rebeca Linares (* 1983 als Verónica Linares), spanische Pornodarstellerin
- Janine Lindemulder (* 1968), US-amerikanische Schauspielerin und ehemalige Pornodarstellerin
- Ashley Long (* 1979 als Amy Louise Ball), britische Pornodarstellerin
- Sky Lopez (* 1975 als Corrie R. Floris), US-amerikanische ehemalige Pornodarstellerin, Fotomodell und Hip-Hop-Musikerin
- Rebecca Lord (* 1973), französische Pornodarstellerin und Produzentin von Pornofilmen
- Traci Lords (* 1968 als Nora Louise Kuzma), US-amerikanische Schauspielerin, Musikerin und ehemalige Pornodarstellerin
- Trinity Loren (* 1964 als Joyce Evelyn McPherson; † 1998), US-amerikanische Pornodarstellerin, Model und Stripperin
- Rachel Lorraine → Tasha Reign
- Cara Lott (* 1961 als Pamela Grace Weston), US-amerikanische Pornodarstellerin
- Avi Love (* 1995), US-amerikanische Pornodarstellerin
- Brandi Love (* 1973 als Tracey Lynn Livermore), US-amerikanische Pornodarstellerin und Autorin
- Brianna Love (* 1985), US-amerikanische Pornodarstellerin
- Divinity Love (* 1986), tschechische Pornodarstellerin
- Lily Love (* 1984), US-amerikanische Pornodarstellerin
- Rebecca Love (* 1977), US-amerikanische Schauspielerin und ehemalige Pornodarstellerin
- Shy Love (* 1978 als Sheelagh Patricia Blumbergh Albino; auch bekannt als ‚Shy Luv‘), US-amerikanische Pornodarstellerin
- Sinnamon Love (* 1973 als Kamilah Rouse), US-amerikanische Pornodarstellerin, Fetisch- und Glamourmodel
- Linda Lovelace (* 1949 als Linda Susan Boreman; † 2002), US-amerikanische Pornodarstellerin
- Shelley Lubben (* 1968 als Shelley Lynn Moore; auch bekannt als ‚Roxy‘; † 2019), US-amerikanische Pornodarstellerin und spätere Anti-Porno-Aktivistin
- Leonie Luder → Leonie Saint
- Kendra Lust (* 1978), US-amerikanische Pornodarstellerin
- Bunny Luv (* 1979 als Celeste Sheeley), US-amerikanische ehemalige Pornodarstellerin, Drehbuchautorin und Regisseurin
- Marie Luv (* 1981 als Quiana Marie Bryant), US-amerikanische Pornodarstellerin und Fotomodell
- Carmen Luvana (* 1981), US-amerikanische ehemalige Pornodarstellerin
- Amber Lynn (* 1964 als Laura Lynn Allen), US-amerikanische ehemalige Pornodarstellerin und Stripperin
- Gina Lynn (* 1974 als Tanya Mercado), US-amerikanische Pornodarstellerin
- Ginger Lynn (* 1962 als Ginger Lynn Allen), US-amerikanische Pornodarstellerin und Schauspielerin
- Jamie Lynn (* 1981 als Phayla Carroll Pierce), US-amerikanische Pornodarstellerin und Model
- Krissy Lynn (* 1984), US-amerikanische Pornodarstellerin und Schauspielerin
- Porsche Lynn (* 1962 als Lauren Pokorny), ehemalige US-amerikanische Pornodarstellerin
- Chloë des Lysses (* 1972 als Nathalie Boët), französische Fotografin und ehemaliges Model und Pornodarstellerin

## M
- Abigail Mac (* 1988), US-amerikanisches Fotomodel und Pornodarstellerin
- Christy Mack (* 1991 als Christine Mackinday), US-amerikanisches Fotomodell und Pornodarstellerin
- Kelly Madison (* 1967 als Eleanore Marlene Wilmerton), US-amerikanische Pornodarstellerin, Regisseurin, Internet-Unternehmerin und Produzentin
- Mia Magma (* 1986), deutsche ehemalige Pornodarstellerin
- Brigitte Maier (* 1952; † 2010), deutschstämmige US-amerikanische ehemalige Pornodarstellerin und Filmschauspielerin
- Mia Malkova (* 1992 als Melissa Ann Hevner), US-amerikanische Pornodarstellerin
- Anna Malle (* 1967 als Anna Hotop-Stout; † 2006), US-amerikanische Pornodarstellerin
- Jewell Marceau (* 1975 als Jennifer Jo Smith), US-amerikanisches Fetisch- und Aktmodel, Pornodarstellerin und Regisseurin
- Jade Marcela (* 1980 als Claudia Marcelia), asiatisch-amerikanische Pornodarstellerin
- Ariana Marie (* 1993 als Hali Marie Waumans), US-amerikanische Pornodarstellerin
- Daisy Marie (* 1984 als Brittania Ochoa), US-amerikanische Pornodarstellerin und Model
- Lexi Marie (* 1985 als Stephanie Nole; auch in der Variante ‚Lexie Marie‘), US-amerikanische Pornodarstellerin und Tänzerin
- Lilith Marshall → Anna Polina
- Greta Martini (* 1986), italienische Pornodarstellerin
- Monica Mattos (* 1983 als Mônica Monteiro da Silva), brasilianische Pornodarstellerin
- Jessica May (* 1979), tschechische Pornodarstellerin
- Melina May (* 1995), deutsche Pornodarstellerin
- Monica Mayhem (* 1978 als Caroline Pickering), australische Pornodarstellerin
- Michelle Maylene (* 1987 als Michelle Paula Beique), US-amerikanische Schauspielerin, Model und ehemalige Pornodarstellerin
- Marie McCray (* 1985 als Deanna Gwilliams), US-amerikanische Pornodarstellerin
- Shanna McCullough (* 1960 als Marcia Elaine Gray), US-amerikanische Pornodarstellerin und Produzentin
- Linsey Dawn McKenzie (* 1978), britisches Erotikmodel und Pornodarstellerin
- Julie Meadows (* 1974 als Lydia Gray), US-amerikanische Pornodarstellerin
- Nina Mercedez (* 1979 als Marcia Villareal), US-amerikanische Pornodarstellerin, Regisseurin und Fotomodell
- Kiara Mia (* 1976), US-amerikanische Pornodarstellerin
- Maria Mia (* 1980), deutsche Pornodarstellerin
- Amber Michaels (* 1968 als Wanda Creech), US-amerikanische Pornodarstellerin
- Devon Michaels (* 1970), US-amerikanisches Fitness-Model und Pornodarstellerin
- Gianna Michaels (* 1983), US-amerikanische Pornodarstellerin
- Trina Michaels (* 1983 als Kathryn Ann Wallace), US-amerikanische Pornodarstellerin und Wrestling-Show-Managerin
- Midori (* 1968 als Michele Evette Watley), US-amerikanische Sängerin und Pornodarstellerin
- Mariah Milano (* 1979), US-amerikanische Pornodarstellerin
- Nina Milano (* 1992), australische Pornodarstellerin
- Tyffany Million (* 1966 als Sandra Lee Schwab), ehemalige US-amerikanische Pornodarstellerin
- Minka (* 1970 als Michelle Kim), südkoreanisch-US-amerikanische Tänzerin und Pornodarstellerin
- Mirage → Briana Banks
- Tyra Misoux (* 1983), deutsche Pornodarstellerin und Schauspielerin
- Roberta Missoni → Roberta Gemma
- Missy (* 1967 als Maria Christina; † 2008), US-amerikanische Pornodarstellerin
- Sharon Mitchell (* 1956), US-amerikanische ehemalige Pornodarstellerin, Sexual- und Gesundheitswissenschaftlerin
- Miyabi → Maria Ozawa
- Mimi Miyagi (* 1973 als Melody Damayo), philippinisches Model, Filmregisseurin und ehemalige Pornodarstellerin
- Junko Miyashita (* 1949), japanische Pornodarstellerin
- Alicia Monet (* 1964; † 2002), ehemalige US-amerikanische Pornodarstellerin und Erotik-Tänzerin
- Constance Money (* 1956 als Susan Jensen), ehemalige US-amerikanische Pornodarstellerin
- Memphis Monroe (* 1985), US-amerikanische Pornodarstellerin
- Missy Monroe (* 1984 als Melissa Marie Brassell), US-amerikanische Pornodarstellerin
- Zoey Monroe (* 1992), US-amerikanische Pornodarstellerin
- Karlie Montana (* 1986), US-amerikanische Pornodarstellerin
- Dunia Montenegro (* 1977), brasilianische Pornodarstellerin
- Jodie Moore (* 1976 als Jody Ann Klaassen), australische Pornodarstellerin
- Mason Moore (* 1985  als Megan Morrisson), US-amerikanische Pornodarstellerin
- Melanie Moore (* 1962), US-amerikanische Pornodarstellerin und Nacktmodel
- Crissy Moran (* 1975 als Christina McMillan), US-amerikanische ehemalige Pornodarstellerin
- Katie Morgan (* 1980 als Sarah Lyn Carradine), US-amerikanische Pornodarstellerin
- Poppy Morgan (* 1983 als Angela Hale), britisches Model und Pornodarstellerin
- Stefani Morgan (* 1985 als Stephanie Guilford), deutsch-amerikanische Pornodarstellerin
- Clara Morgane (* 1981 als Emmanuelle Aurélie Munos), französische Sängerin und ehemalige Pornodarstellerin
- Veronica Moser (* 1964, auch bekannt als ‚Pornarella‘), österreichische Pornodarstellerin
- Axelle Mugler (* 1983 als Cynthia Lapauze), französische ehemalige Pornodarstellerin
- Tiffany Mynx (* 1971 als Shannon Cummings), US-amerikanische Pornodarstellerin und Stripperin
- Mandy Mystery (* 1973 als Nicole Hauser), deutsche Pornodarstellerin

## N
- Nia Nacci (* 1998), US-amerikanische Pornodarstellerin
- Naomi → Naomi Russell
- Valentina Nappi (* 1990), italienische Pornodarstellerin
- Kitten Natividad (* 1948 als Francesca Isabel Natividad; † 2022), Pin-Up-Modell und Pornodarstellerin
- Nautica → Nautica Thorn
- Natasha Nice (* 1988 als Tatiana Laurent), französisch-amerikanische Pornodarstellerin
- Chloe Nichole → Chloe
- Kelly Nichols (* 1956 als Marianne Walter), US-amerikanische ehemalige Pornodarstellerin
- Adrianna Nicole (* 1977 als Adrianna Suplick), US-amerikanische Pornodarstellerin
- Keira Nicole (* 1996), US-amerikanische Pornodarstellerin
- Julie Night (* 1978 als Karan Sautbine), US-amerikanische Pornodarstellerin
- Jenna Nikol → Kayden Kross
- Lena Nitro (* 1987; auch bekannt als ‚Sherly Nitro‘), deutsche Pornodarstellerin
- Kira Noir (* 1994), US-amerikanische Pornodarstellerin
- Nollie → Lexi Belle
- Salma de Nora (* 1979, auch bekannt als ‚Salma Heidegg‘), spanische Pornodarstellerin
- Eva Notty (* 1982 als Shawna Street), US-amerikanische Pornodarstellerin
- Ana Nova (* 1975), deutsche Pornodarstellerin
- Nikki Nova (* 1972 als J. Nichole Italiano-Zaza), US-amerikanische Schauspielerin, Stripperin und Fotomodel
- Sandra Nova → Uschi Karnat

## O
- Aletta Ocean (* 1987 als Dóra Varga), ungarische Pornodarstellerin
- Brittany O’Connell (* 1972), US-amerikanische ehemalige Pornodarstellerin
- Mika Okinawa → Mika Tan
- Olivia O’Lovely (* 1976 als Sabina Olivia Mardones), US-amerikanische Pornodarstellerin
- Bree Olson (* 1986 als Rachel Marie Oberlin), US-amerikanische Pornodarstellerin und Penthouse Pet
- Maddy O’Reilly (* 1990 als Emily Nicholson), US-amerikanische Pornodarstellerin mit deutschen und irischen Vorfahren
- Teresa Orlowski (* 1953 als Teresa Orłowska), deutsche Pornodarstellerin polnischer Herkunft und Produzentin
- Jayna Oso (* 1981 als Shauna D. Leake), US-amerikanische Pornodarstellerin und Model
- Ovidie (* 1980 als Eloïse Becht), französische Schauspielerin, Regisseurin, Schriftstellerin und Filmproduzentin
- Maria Ozawa (* 1986; zunächst bekannt als ‚Miyabi‘), japanische Pornodarstellerin, Schauspielerin und Model

## P
- Haley Paige (* 1981 als Maryam Irene Haley; † 2007), US-amerikanische Pornodarstellerin
- Gia Paloma (* 1984 als Karen Christine Catanzaro), US-amerikanische Pornodarstellerin und -regisseurin
- Roxy Panther (* 1987), ungarische Pornodarstellerin
- Kascha Papillon (* 1967 als Allison Kainoaani Chow; auch bekannt als nur ‚Kascha‘), US-amerikanische (hawaiianische) ehemalige Pornodarstellerin, Fotomodell und Schauspielerin
- Emmanuelle Parèze, französische Bühnenschauspielerin und Pornodarstellerin[1]
- Victoria Paris (* 1960 oder 1965 als Sheila Young), US-amerikanische Pornodarstellerin
- Kay Parker (1944 als Kay Rebecca Taylor; † 2022), britische Schauspielerin und Pornodarstellerin
- Tera Patrick (* 1976 als Linda Ann Hopkins Shapiro), US-amerikanisches Model und Pornodarstellerin
- Texas Patti (* 1982 als Bettina Habig), deutsche Pornodarstellerin
- Lena Paul (* 1993), US-amerikanische Pornodarstellerin
- Penny Pax (* 1989 als Kaila Katesh Freas), US-amerikanische Pornodarstellerin irischer und deutscher Abstammung
- Anna Bell Peaks (* 1981), US-amerikanische Pornodarstellerin
- Pandora Peaks (* 1964 als Stephanie Schick), ehemalige Schauspielerin, Pornodarstellerin, Stripperin und Fotomodel
- Sensi Pearl (* 1988 als Cassandra Nelson), US-amerikanische Schauspielerin, Tänzerin, Model und ehemalige Pornodarstellerin
- Jeannie Pepper (* 1958 als Joan Desiree Ruedelstein), US-amerikanische Pornodarstellerin, erste Afroamerikanerin in der AVN Hall of Fame (1997)
- Aische Pervers (* 1986), deutsche Amateurpornodarstellerin, Schauspielerin, Moderatorin, DJane und Sängerin
- Lauren Phoenix (* 1979 als Linda Vanina Peressini), ehemalige kanadische Pornodarstellerin britisch-italienischer Abstammung
- Julia Pink (* 1976), deutsche Pornodarstellerin
- Lydia Pirelli → Hot-Lydia
- Zdenka Podkapová (* 1977; auch bekannt als nur ‚Zdenka‘), tschechische Pornodarstellerin und Fotomodel
- Anna Polina (* 1989; auch bekannt als ‚Lilith Marshall‘), russisch-französische Pornodarstellerin und Model
- Pornarella → Veronica Moser
- Renee Pornero (* 1979 als Manuela Prietl), österreichische Erotik- und Pornodarstellerin
- Bridget Powers (* 1980 als Cheryl Marie Murphy), US-amerikanische Pornodarstellerin, Filmschauspielerin, Rockmusikerin und Fernsehmoderatorin
- Moana Pozzi (* 1961 als Anna Moana Rosa Pozzi; † 1994), italienische Schauspielerin und Pornodarstellerin
- Jenna Presley (* 1987 als Brittni Ruiz), US-amerikanische Predigerin und ehemalige Pornodarstellerin
- Teagan Presley (* 1985 als Ashley Erickson), US-amerikanische Pornodarstellerin
- Chanel Preston (* 1985 als Rachel Ann Taylor), US-amerikanische Pornodarstellerin und Schauspielerin
- Kirsten Price (* 1981 als Katherine L’Heureux), US-amerikanische Pornodarstellerin
- Prinzzess (* 1985 als Sarah Pershing; auch bekannt als ‚Felicity Jade‘), US-amerikanische Pornodarstellerin und Penthouse Pet

## R
- Alexa Rae (* 1979 als Mary Sharpton), US-amerikanische Pornodarstellerin
- Chelsie Rae (* 1984 als Tara Rae Anderson), US-amerikanische Pornodarstellerin
- Taija Rae (* 1962 als Tianna Reilly), US-amerikanische ehemalige Pornodarstellerin und Model
- Priya Rai (* 1977 als Anjeli Sipe), indisch-amerikanische Pornodarstellerin
- Megan Rain (* 1996 als Rya Isabella Picasso), US-amerikanische Pornodarstellerin
- Misty Rain (* 1969), US-amerikanische Pornodarstellerin
- Romi Rain (* 1988), US-amerikanische Pornodarstellerin
- Taylor Rain (* 1981 als Nicole Marie Sabene), US-amerikanische Pornodarstellerin
- Darby Lloyd Rains (* 1947), US-amerikanische ehemalige Pornodarstellerin und Schauspielerin
- Nikki Randall (* 1964; auch bekannt als ‚Carol Frazier‘ und ‚Nicola Baxter‘), US-amerikanische ehemalige Pornodarstellerin
- Sibylle Rauch (* 1960 als Erika Roswitha Rauch), deutsche Schauspielerin und ehemalige Pornodarstellerin
- Madalina Ray (* 1979), rumänische Pornodarstellerin
- Raylene (* 1977 als Stacey B. Bernstein), US-amerikanische Pornodarstellerin
- Amber Rayne (* 1984 als Meghan Wren; † 2016), US-amerikanische Pornodarstellerin
- Faye Reagan (* 1988 als Faye Jillian Henning), US-amerikanische Pornodarstellerin
- Ariel Rebel (* 1985), kanadische Online-Pornodarstellerin, Model und Food-Bloggerin
- Kira Reed (* 1971 als Kira Katherine Reed; jetzt verheiratete Kira Reed Lorsch), US-amerikanische Schauspielerin, Filmproduzentin, Drehbuchautorin und Fernsehmoderatorin
- Kenzie Reeves (* 1997), US-amerikanische Pornodarstellerin
- Amy Reid → Amy Ried
- Riley Reid (* 1991; zunächst bekannt als ‚Paige Riley‘), US-amerikanische Pornodarstellerin
- Tasha Reign (* 1989 als Rachel Lorraine Swimmer), US-amerikanische Pornodarstellerin, -produzentin und Kolumnistin
- Roxy Reynolds (* 1983 als Schanell Sanders; auch bekannt als ‚Sexy Schanell‘), US-amerikanische Pornodarstellerin
- Lana Rhoades (* 1996), US-amerikanische ehemalige Pornodarstellerin
- Jessa Rhodes (* 1993), US-amerikanische Pornodarstellerin
- Patricia Rhomberg (* 1953), ehemalige österreichische Pornodarstellerin
- Veronica Ricci (* 1988 als Kari Davis), US-amerikanische Schauspielerin und ehemalige Pornodarstellerin
- Vicky Richter (* 1977; auch bekannt als ‚Vicki‘), US-amerikanische transsexuelle Pornodarstellerin
- Amy Ried (* 1985; auch bekannt als ‚Amy Reid' und ‚Devin Valencia‘), US-amerikanische Pornodarstellerin, in Frankfurt am Main geboren
- Paige Riley → Riley Reid
- Raven Riley (* 1986 als Sarah Frances Pate), US-amerikanische Pornodarstellerin
- Catherine Ringer (* 1957), französische Schauspielerin, Tänzerin, Singer-Songwriterin („Les Rita Mitsouko“) und ehemalige Pornodarstellerin
- Alicia Rio (* 1966 als Carmen Marie Hughlett; † 2022), mexikanische Pornodarstellerin
- Vanessa del Rio (* 1952 als Anna Maria Sanchez), US-amerikanische Unternehmerin, Model und ehemalige Pornodarstellerin
- Ann Marie Rios (* 1981 als Sarah Marie Thomas), US-amerikanische Schauspielerin und Pornodarstellerin
- Raffaela Rizzi → Raffaëla Anderson
- Nina Roberts (* 1979 als Sophie Malnatti), französische Pornodarstellerin, Schauspielerin, Autorin und Künstlerin
- Tawny Roberts (* 1979 als Adrienne Carol Almond), US-amerikanische Erotik- und Pornodarstellerin
- Sandra Romain (* 1978 als Marioara Cornelia Popescu), rumänische Pornodarstellerin
- Samantha Rone (* 1994), US-amerikanische Pornodarstellerin
- Ava Rose (* 1986 als Nadja Verebely), US-amerikanische Pornodarstellerin
- Harmony Rose (* 1983 als Tracy Rolan; auch nur ‚Harmony‘), US-amerikanische Pornodarstellerin
- Kristina Rose (* 1984 als Tracey Quinn Perez), US-amerikanische Pornodarstellerin
- Mia Rose (* 1987 als Meike Verebely), US-amerikanische Pornodarstellerin
- Claudia Rossi (* 1983 als Veronika Kožíková), slowakische Pornodarstellerin
- Bonnie Rotten (* 1993 als Alaina Hicks), US-amerikanisches Fotomodell, Pornodarstellerin und -regisseurin
- Jasmine la Rouge (* 1984 als Ștefania Pătrășcanu; auch bekannt als ‚Jasmine Forever‘), rumänische Pornodarstellerin
- Lara Roxx (* 1982; auch bekannt als ‚Lara Cox‘), kanadische ehemalige Pornodarstellerin
- Roxy → Shelley Lubben
- Candida Royalle (* 1950 als Candice Marion Vadala; † 2015), US-amerikanische Pornofilmproduzentin, -regisseurin und -darstellerin
- Ruby (* 1972; auch bekannt als ‚Ruby Jewel‘ und ‚Ruby Cheeks‘), US-amerikanische ehemalige Pornodarstellerin
- Daniella Rush (* 1976 als Daniela Motliková), tschechische Pornodarstellerin
- Naomi Russell (* 1983 als Naomi Devash Dechter; auch nur ‚Naomi‘), US-amerikanische Pornodarstellerin
- Tania Russof (* 1974 als Taņa Rusova), ehemalige Pornodarstellerin russischer Abstammung
- Richelle Ryan (* 1985 als Angela Hoad), US-amerikanische Pornodarstellerin
- Holly Ryder (* 1966 als Lisa Marie Abato), US-amerikanische ehemalige Pornodarstellerin und jetzige Anti-Porno-Aktivistin

## S
- Adriana Sage (* 1980, auch ‚Adriana‘), US-amerikanische Pornodarstellerin und Nacktmodel
- Laure Sainclair (* 1972 als Laurence Fontaine), französische Pornodarstellerin
- Leonie Saint (* 1986 als Simone Wassenberg, auch bekannt als ‚Leonie Luder‘), deutsche Pornodarstellerin
- Samantha Saint (* 1987 als Elizabeth Ann Weaver), US-amerikanische Pornodarstellerin, Model und Penthouse Pet
- Silvia Saint (* 1976 als Silvie Tomčalová), tschechische Pornodarstellerin
- Holly Sampson (* 1973 als Holly Joy Sampson), US-amerikanische Pornodarstellerin und Schauspielerin
- Savanna Samson (* 1967 als Natalie Oliveros), US-amerikanische Pornodarstellerin
- Andy San Dimas (* 1986 als Sarah Joelle Hildebrand), US-amerikanische Pornodarstellerin
- Sandy → Zsanett Égerházi
- Sophia Santi (* 1981 als Angela Stettner), kanadisches Fotomodel und Pornodarstellerin
- Hiromi Saotome (* 1963), japanische Schauspielerin, Pornodarstellerin, BDSM-Model und Schriftstellerin
- Angie Savage (* 1981), US-amerikanische Pornodarstellerin und Schauspielerin
- Savannah (* 1970 als Shannon Michelle Wilsey; † 1994), US-amerikanische Pornodarstellerin
- Sexy Schanell → Roxy Reynolds
- Vivian Schmitt (* 1978), deutsche Pornodarstellerin
- Karin Schubert (* 1944), deutsche Pornodarstellerin
- Annette Schwarz (* 1984 als Annette Carmen Schönlaub), deutsche Pornodarstellerin
- Avy Scott (* 1981 als April Sortore), US-amerikanische Pornodarstellerin, Regisseurin und Schauspielerin
- Hillary Scott (* 1983), US-amerikanische Pornodarstellerin
- Kristen Scott, (* 1995) US-amerikanische Pornodarstellerin
- Seka (* 1954 als Dorothiea Hundley), US-amerikanische Pornodarstellerin
- Serenity (* 1969; auch bekannt als ‚Serenity Wilde‘), US-amerikanische Pornodarstellerin, Stripperin und Verlegerin
- Bionca Seven → Bionca
- Sexy Cora (* 1987 als Carolin Ebert; † 2011), deutsche Pornodarstellerin
- Kyra Shade (* 1973; auch nur ‚Kyra‘), deutsche ehemalige Pornodarstellerin
- Flick Shagwell (* 1979 als Rebecca Lee), britische ehemalige Pornodarstellerin
- Shalimar → Laetitia Zappa
- Karissa Shannon (* 1989), US-amerikanisches Model, Schauspielerin, Playmate und Pornodarstellerin
- Kristina Shannon (* 1989), US-amerikanisches Model, Schauspielerin, Playmate und Pornodarstellerin
- Nicolette Shea (* 1986), US-amerikanische Pornodarstellerin
- Nicole Sheridan (* 1975 als Melissa Post), US-amerikanische Pornodarstellerin
- Eva Shine → Eve Angel
- Shu Qi (* 1976, chin. 舒淇 (Shū Qi)), taiwanische Schauspielerin
- Alexandra Silk (* 1963 als Tamar Jones), US-amerikanische Pornodarstellerin und Regisseurin
- Cheyenne Silver (* 1978 als Cara Fawn Ballou; zunächst bekannt als ‚Wildcat‘), US-amerikanische Schauspielerin (als ‚Cara Fawn‘) und ehemalige Pornodarstellerin
- Ella Silver (* 1990), britische Pornodarstellerin
- Julie Silver (* 1981), tschechische Pornodarstellerin
- Stacy Silver (* 1981 als Dana Mandátová), tschechisch-amerikanisches Fotomodel und Pornodarstellerin
- Dominique Simone (* 1971 als Deidre Morrow), afroamerikanische Pornodarstellerin
- Angelica Sin (* 1974 als Angela Oliver), US-amerikanische Pornodarstellerin und Wrestlerin
- Kota Sky → Dakota Skye
- Reena Sky (* 1983), US-amerikanische Pornodarstellerin und Schauspielerin
- Brittney Skye (* 1977 als Natalie Brandie Rae Rothwell), US-amerikanische Pornodarstellerin
- Dakota Skye (* 1994; auch bekannt als ‚Kota Sky‘; † 2021), US-amerikanische Pornodarstellerin
- Mia Smiles (* 1977), südkoreanische Pornodarstellerin
- Aurora Snow (* 1981 als Rebecca Claire Kensington), US-amerikanische Pornodarstellerin
- Sammie Spades (* 1986 als Samantha Koithan), US-amerikanische Schauspielerin und Pornodarstellerin
- P. J. Sparxx (* 1969 als Laura Brown), US-amerikanische ehemalige Pornodarstellerin
- Georgina Spelvin (* 1936 als Michelle Graham), US-amerikanische Pornodarstellerin
- Annie Sprinkle (* 1954 als Ellen Steinberg), US-amerikanische Sexworkerin und Künstlerin
- Ilona Staller (* 1951 als Elena Anna Staller, Pseudonym ‚Cicciolina‘), ehemalige ungarische Pornodarstellerin und Politikerin
- Jasmin St. Claire (* 1970 als Rhea Alexandria Devlugt), Wrestlerin, Fotomodel und Pornodarstellerin
- Taylor St. Claire (* 1969 als Kimberly Knight), US-amerikanische Pornodarstellerin
- Celeste Star (* 1985 als Crystal Ann Varela), US-amerikanische Pornodarstellerin und Model
- Charmane Star (* 1979 als Sheryn Santos Lascano), US-amerikanische Pornodarstellerin, Schauspielerin und Model
- Lela Star (* 1985 als Danielle Nicole Alonso), US-amerikanische Pornodarstellerin und Model
- Aiden Starr (* 1979 als Annie Dusenbery; auch bekannt als ‚Aiden Star‘, ‚Lolita Lamorehand‘ und ‚Lolita LeMarchand‘), US-amerikanische Pornodarstellerin
- Bobbi Starr (* 1983 als Elizabeth Renee Evans), US-amerikanische Pornodarstellerin
- Jade Starr (* 1981 als Elizabeth Evans), US-amerikanische Pornodarstellerin und Schauspielerin
- Natalia Starr (* 1993 als Katarzyna Tyszka), polnische Pornodarstellerin
- Natasha Starr (* 1987 als Magdalena Tyszka), polnische Pornodarstellerin
- Krystal Steal (* 1982 als Brandy McCleary), US-amerikanische Pornodarstellerin
- Riley Steele (* 1987 als Brittni Anne Palmer), US-amerikanische Pornodarstellerin
- Sydnee Steele (* 1968 als Amy Jaynes), US-amerikanische Pornodarstellerin
- Nici Sterling (* 1968 als Nicola Rachel Norman), britische Pornodarstellerin
- Britney Stevens (* 1985 als Sherri Hoffman), US-amerikanische Pornodarstellerin und Model; Schwester von Whitney Stevens
- Christie Stevens (* 1986), US-amerikanische Pornodarstellerin und Schauspielerin
- Hollie Stevens (* 1982 als Tia Kidwell; † 2012), US-amerikanische Pornodarstellerin
- Jada Stevens (* 1988), US-amerikanische Pornodarstellerin
- Tabitha Stevens (* 1970 als Kelly Garrett), US-amerikanische Pornodarstellerin
- Whitney Stevens (* 1987 als Melissa Hoffman), US-amerikanische Pornodarstellerin und Model; Schwester von Britney Stevens
- Jennifer Stewart (* 1968 als Jennifer Noble), US-amerikanische Pornodarstellerin und Schauspielerin
- Misty Stone (* 1986 als Michelle Lynn Hall), US-amerikanische Pornodarstellerin
- Stoya (* 1986 als Jessica Stoyadinovich), US-amerikanische Pornodarstellerin
- Devin Striker → Devon
- Samantha Strong (* 1967 als Samona Susan Shields), US-amerikanische Pornodarstellerin
- Stella Styles (* 1985), deutsche Pornodarstellerin, Sängerin und Tänzerin
- Shyla Stylez (* 1982 als Amanda Hardy; bürgerlich: Amanda Friedland; † 2017), kanadische Pornodarstellerin
- Asami Sugiura (* 1985; meist nur ‚Asami‘), japanische Schauspielerin und frühere Pornodarstellerin und Erotikmodell
- India Summer (* 1975 als Jody Jean Olson), US-amerikanische Pornodarstellerin
- Angela Summers (* 1964), US-amerikanische Pornodarstellerin und Striptease-Tänzerin
- April Summers → April Flowers
- Gwen Summers (* 1978 als Jennifer Belcher), US-amerikanische Pornodarstellerin
- Terri Summers (* 1976 als Judith Teresa Jasper), niederländische Erotiktänzerin und Pornodarstellerin
- Kendra Sunderland (* 1995), US-amerikanische Pornodarstellerin
- Vanity Svenson → Annina Ucatis
- Swan → Justine Joli
- Puma Swede (* 1976 als Johanna Jussinniemi), schwedische Pornodarstellerin und Model
- Aimee Sweet (* 1977 als Catie Desjardins), US-amerikanisches Glamourmodel und Pornodarstellerin
- Shay Sweet (* 1978 als Kristy Lynn Castle), US-amerikanische Pornodarstellerin
- Sweet Sophie (* 1988 als Sophie Schiemann), deutsche Pornodarstellerin
- Monica Sweetheart (* 1981 als Monika Listopadová), tschechische Pornodarstellerin
- Stephanie Swift (* 1972 als Melody Clark), US-amerikanische Pornodarstellerin und Stripperin
- Syren (* 1971 als Corina Millado), US-amerikanische Pornodarstellerin

## T
- Kobe Tai (* 1972 als Carla Carter), US-amerikanische Pornodarstellerin
- Brandy Talore (* 1982), US-amerikanische Pornodarstellerin
- Mika Tan (* 1977 als Saraswati Miyoko Kop Taetafa; auch bekannt als ‚Mika Okinawa‘), US-amerikanische Pornodarstellerin und Model
- Wanita Tan (* 1988), deutsche Pornodarstellerin
- Hitomi Tanaka (* 1986; bekannt als ‚Hitomi‘), japanische Pornodarstellerin und Gravure Idol
- Tanya Tate (* 1979), britische Pornodarstellerin und Cosplayerin
- Isis Taylor (* 1989 als Asriela Chava Baker), US-amerikanische Pornodarstellerin und Nacktmodel
- Julia Taylor (* 1978), ungarische Pornodarstellerin
- Tila Tequila (* 1981 als Tila Nguyen), US-amerikanische Pornodarstellerin, Model und Sängerin
- Alexis Texas (* 1985 als Thea Alexis Samper), US-amerikanische Pornodarstellerin
- Sigrun Theil, dt. Pornodarstellerin
- Sunset Thomas (* 1972 als Diane Fowler), US-amerikanische Pornodarstellerin
- Taryn Thomas (* 1983 als Rina M. Tucciarone), US-amerikanische Pornodarstellerin
- Nautica Thorn (* 1984 als Shauna Tokumi; auch nur ‚Nautica‘), US-amerikanische (hawaiianische) Pornodarstellerin und -regisseurin
- Staci Thorn (* 1983 als Lacie Thornton), US-amerikanische Pornodarstellerin und Schauspielerin
- Tianna (* 1963), US-amerikanische ehemalige Pornodarstellerin
- Dirty Tina (* 1972 als Martina Schmeddinghoff), deutsche Pornodarstellerin
- Courtney Trouble (* 1982), US-amerikanische Pornodarstellerin und -regisseurin
- Andrea True (* 1943 als Andrea Marie Truden; † 2011), ehemalige US-amerikanische Pornodarstellerin und Sängerin
- Kelly Trump (* 1970 als Nicole Heyka), deutsche Moderatorin und ehemalige Pornodarstellerin
- Flower Tucci (* 1981 als Carole Elizabeth Molloy), US-amerikanische Pornodarstellerin
- Paige Turnah (* 1988 als Paige Turnam), britische Pornodarstellerin
- Alison Tyler (* 1990 als Courtney Marie Byers), US-amerikanische Pornodarstellerin
- Nikki Tyler (* 1972 als Nicole Madison), US-amerikanische ehemalige Pornodarstellerin

## U
- Annina Ucatis (* 1975 als Annina Ulrich; auch bekannt als ‚Annina Hill‘ und ‚Vanity Svenson‘), deutsche Moderatorin und ehemalige Pornodarstellerin
- Trisha Uptown (* 1979), ehemalige US-Pornodarstellerin

## V
- Inari Vachs (* 1974 als Nicole Verlinich), US-amerikanische Pornodarstellerin
- Tímea Vágvölgyi (* 1975), ungarisches Erotikmodel und Wrestlerin
- Sharon da Vale (* 1976), deutsche Pornodarstellerin
- Devin Valencia → Amy Ried
- Gina Valentina (* 1997 als Victoria Celeste Carvalho), brasilianische Pornodarstellerin
- Kleio Valentien (* 1986), US-amerikanische Pornodarstellerin
- Angelina Valentine (* 1986 als Alexandria Angel Alvarez), US-amerikanische Pornodarstellerin venezolanischer und italienischer Abstammung
- Stacy Valentine (* 1970 als Stacy Baker), US-amerikanische ehemalige Pornodarstellerin
- Heather Vandeven (* 1981), US-amerikanische Schauspielerin, Model und Pornodarstellerin
- Vaniity, vollständig Delilah Vaniity Kotero (* 1973 als Pedro Mora Kotero), transsexuelle Pornodarstellerin
- Donna Vargas (* 1975), brasilianische Schauspielerin, Pornodarstellerin und Produzentin
- Cecilia Vega (* 1977; auch in der Schreibweise ‚Cécilia Véga‘), französische Pornodarstellerin
- Julianna Vega (* 1981 als Julianna Vega), kubanische Pornodarstellerin
- Dora Venter (* 1976 als Melinda Gál), ungarische Pornodarstellerin
- Juelz Ventura (* 1987 als Shayna Lefevre), US-amerikanische Pornodarstellerin
- Venus → Angelica Costello
- Dany Verissimo (* 1982 als Dany Malalatiana Terence Petit), französische Schauspielerin, Model und ehemalige Pornodarstellerin
- Vicky Vette (* 1965 als Monica Baasnes), norwegisch-kanadische Pornodarstellerin
- Chloe Vevrier (* 1968 als Andrea Irena Fischer), deutsches Erotik-Model und ehemalige Pornodarstellerin
- Vicca (* 1974 als Wiktorija Kokorina), russisches Fotomodel und Pornodarstellerin
- Ava Vincent (* 1975 als Jeweliette Valmont), US-amerikanische Pornodarstellerin
- Taylor Vixen (* 1983), US-amerikanische Pornodarstellerin und Model
- Jessie Volt (* 1990), französische Pornodarstellerin
- Dita Von Teese (* 1972 als Heather Renée Sweet), US-amerikanische Vertreterin des New Burlesque, Covergirl, Aktmodell, Schauspielerin und ehemalige Pornodarstellerin

## W
- Taylor Wane (* 1968 als Joanne DuTremble), britische Pornodarstellerin, Regisseurin und Model
- Maitland Ward (* 1977 als Ashley Maitland Welkos), US-amerikanische Schauspielerin und Pornodarstellerin
- Teri Weigel (* 1962 als Teresa Susan Weigel), US-amerikanische Schauspielerin, Fotomodel und Pornodarstellerin
- Tori Welles (* 1967 als Brittania Paris Apstein), US-amerikanische Pornodarstellerin und Regisseurin
- Angela White (* 1985), australische Pornodarstellerin
- Tarra White (* 1987 als Martina Mrakviová), tschechische Pornodarstellerin
- Zara Whites (* 1968 als Esther Kooiman), niederländische Schauspielerin und Pornodarstellerin
- Wendy Whoppers (* 1970), US-amerikanische Pornodarstellerin
- Angel Wicky (* 1991), tschechische Pornodarstellerin
- Emily Willis (* 1998), US-amerikanische Pornodarstellerin argentinischer Abstammung
- Gina Wild (* 1970 als Michaela Jänke, heute Michaela Schaffrath), deutsche Schauspielerin und ehemalige Pornodarstellerin
- Michelle Wild (* 1980 als Katalin Vad), ehemalige ungarische Pornodarstellerin
- Wildcat → Cheyenne Silver
- Serenity Wilde → Serenity
- Wiska → Anastasia Hagen
- Bambi Woods (* 1955 als Debra DeSanto), US-amerikanische ehemalige Pornodarstellerin
- Dani Woodward (* 1984 als Sara Combest), US-amerikanische Pornodarstellerin
- Tyla Wynn (* 1982 als Nancy Spencer), US-amerikanische Pornodarstellerin

## Y
- Yasmine → Yasmine Lafitte
- Madison Young (* 1980 als Tina Butcher), US-amerikanische Pornodarstellerin, -regisseurin und -produzentin
- Sarah Young (* 1971 als Sarah Louise Young), britische ehemalige Pornodarstellerin

## Z
- Laetitia Zappa (* 1974; auch bekannt als ‚Shalimar‘), schweizerische Erotik- und Pornodarstellerin
- Zdenka → Zdenka Podkapová
- Victoria Zdrok (* 1973 als Victoria Nika Zelenetskaya), ukrainische Pornodarstellerin, Model und Autorin
- Ona Zee (* 1954 als Ona Zimmerman), US-amerikanische Pornodarstellerin, -produzentin und -regisseurin
- Veronika Zemanová (* 1975; jetzt Veronica Schnetzler), tschechische Pornodarstellerin, Erotik- und Porno-Model, Fotografin und Musikerin
- Lezley Zen (* 1974 als Tanya Cannon), US-amerikanische Stripperin und Pornodarstellerin
- Natalia Zeta (* 1983), spanische Pornodarstellerin